# Fox (musikgrupp)
Fox var en engelsk popgrupp som bildades 1974 och bestod av sångerskan Noosha Fox (eg. Susan Traynor), Pete Solley, Kenny Young, Herbie Armstrong, Jim Gannon, Gary Taylor och Jim Frank. De fick några hits på 70-talet med låtar som "Only You Van", "S-s-s-single Bed" och "Imagine Me, Imagine You". Gruppen upplöstes 1977.
Noosha Fox inledde sedan en solokarriär och det var hon som 1979 först spelade in låten "The Heat is On" som Agnetha Fältskog 1983 fick en hit med.

## Diskografi
Studioalbum
- 1975 – Fox
- 1975 – Tails Of Illusion
- 1976 – S-s-s Single Bed
- 1977 – Blue Hotel

Samlingsalbum
- 1975 – Pop Power - The Fantastic Fox
- 1996 – Only You Can

Singlar
- 1974 – "Only You Can" / "Out Of My Body"
- 1975 – "Imagine Me, Imagine You" / "If I Point At The Moon"
- 1975 – "Strange Ships" / "Little Brown Box"
- 1975 – "He's Got Magic" / "The Juggler"
- 1976 – "S-S-S-Single Bed" / "Silk Milk"
- 1976 – "Imagine Me, Imagine You" / "Only You Can"
- 1977 – "My Old Man's Away" / "Are You Sure?"
- 1981 – "Electro People" / "If You Don't Want My Peaches"

### Fotnoter
1. ↑  ”The Heat Is On” (på engelska). Second Hand Songs. https://secondhandsongs.com/performance/101931/all. Läst 24 februari 2019.